# Radi de la Terra
El radi de la Terra és un valor que s'utilitza com una unitat de mesura de distància, especialment en astronomia i geologia. La primera estimació científica del radi de la Terra va ser calculada per Eratòstenes. En general es denota per {\displaystyle R_{\oplus }}. Pel fet que la Terra no és perfectament esfèrica, no hi ha cap valor únic que serveixi per a representar el seu radi natural. Hi ha diverses distàncies des dels punts de la superfície fins al centre de la Terra en un rang que va des del radi polar de 6.357 quilòmetres, al radi equatorial de 6.378 quilòmetres (≈3.947–3.968 mi). I també diverses formes de modelar la Terra com una esfera donen un radi mitjà de 6.371 quilòmetres (≈3.959 mi). Al-Biruní, un important contribuïdor a la geodèsia i la geografia durant l'edat d'or de l'islam, introduint tècniques de mesurament de la terra per triangulació va calcular que el radi de la Terra hauria de ser 6.339,6 km, la millor de l'època.
Mentre que el "radi" normalment és una característica d'esferes perfectes, per poder tractar el radi de la Terra es defineix el terme d'una manera més general, com la distància d'algun "centre" de la Terra a un punt de la superfície o sobre una superfície idealitzada del model de la Terra. També pot significar algun tipus de mitjana de tals distàncies, o del radi d'una esfera amb una curvatura que coincideix amb la curvatura del model el·lipsoïdal de la Terra en un punt donat, fent referència principalment als models esfèrics i a l'el·lipsoide de referència de la Terra.